# Camille Rowe
Camille Rowe, geboren als Camille Chrystal Pourcheresse (* 7. Januar 1990) ist ein französisch-amerikanisches Model und Schauspielerin.

## Leben
Camille Rowe wuchs als Tochter eines französischen Vaters, einem Gastronom, und einer amerikanischen Mutter, einer Tänzerin, in zwei Staaten auf.
Unter anderem lebte die Familie in Ville-d’Avray, Kalifornien und Brooklyn.
Im Alter von 18 Jahren wurde sie in Paris in einem Café namens Le Marais entdeckt. Nach ihrer Entdeckung als Model wurde sie in die Pariser Agentur Girl und in die New Yorker Agentur The Society Management aufgenommen.
2016 war sie Teil der Victoria’s Secret-Show und präsentierte sich auf dem Laufsteg.
Seit 2010 tritt Rowe in Film- und Fernsehproduktionen auf, außerdem wirkte sie an Musikvideos mit. 

## Filmografie (Auswahl)
- 2010: Notre jour viendra
- 2016: L'idéal
- 2017: Rock'n Roll
- 2019: Je voudrais que quelqu'un m'attende quelque part
- 2019: Hosea
- 2019: Now Is Everything
- 2020: Knuckledust
- 2021: The Deep House
- 2021: Where Are You
- 2021: Infiltration (Invasion, Fernsehserie, 2 Folgen)
- 2022: Cosmic Dawn
- 2022: Sous emprise – Die Freiheit unter Wasser (Sous Emprise)
- 2023: Pet Shop Days
- 2023: Night of the Hunted